# Pagiopalus
Genre
Pagiopalus est un genre d'araignées aranéomorphes de la famille des Philodromidae.

## Distribution
Les espèces de ce genre sont endémiques d'Hawaï.

## Liste des espèces
Selon World Spider Catalog (version 18.0, 30/01/2017) :
- Pagiopalus apiculus Suman, 1971
- Pagiopalus atomarius Simon, 1900
- Pagiopalus nigriventris Simon, 1900
- Pagiopalus personatus Simon, 1900

## Publication originale
- Simon, 1900 : Arachnida. Fauna Hawaiiensis, or the zoology of the Sandwich Isles: being results of the explorations instituted by the Royal Society of London promoting natural knowledge and the British Association for the Advancement of Science. London, vol. 2, p. 443-519 (texte intégral).